# 乙丑の獄
乙丑の獄（いっちゅうのごく）は、1865年（乙丑年）に、福岡藩で起こった、藩主黒田長溥による勤皇派弾圧事件。乙丑の変、または乙丑の政変と呼ぶ場合もある。

## 概要

### 幕末の福岡藩
江戸時代末期、福岡藩は藩主黒田長溥の下、「尊王佐幕」を掲げ、幕府を助けながら天皇を尊ぶ公武合体論に似た政治運動を進めていた。長溥自身非常に開明的で、城下に鉄鉱炉を建設し、また鉱山開発を進めるなど「蘭癖大名」と呼ばれるほどであった。また幕末の政治において「開国し政権が変わなければ日本の未来はないが、幕府は潰さず、朝廷と合同しそのまま改革すべし」という保守的な立場から幕府を助け、強い影響力を持つに至った。
これに対し、家老加藤司書・藩士月形洗蔵・中村円太・平野国臣らを中心とする筑前勤王党は「攘夷を進め、幕府を打倒し政権を天皇の下へ戻すべし」という尊皇攘夷論を唱え、藩主に対し決意を迫っていた。そればかりか、彼らは上意を越え暴走を始める。

### 勤皇党、福岡藩掌握
両者は対立を続けたまま、1864年に筑前勤皇党が藩政を掌握し、八月十八日の政変の際に京を落ち、長州藩から政変により太宰府天満宮に逃れた三条実美以下七卿・供として付いた土方久元以下元土佐勤皇党の面倒を見たり、長州討伐を前に長州藩を説得したり、西郷隆盛や高杉晋作の間に立ち薩長同盟の世話をするなど、一時は幕末の主役に立っていた。月形は西郷・坂本・桂小五郎といった大物と親しかったとされている。また加藤は薩長同盟の際、両藩の仲立ちを頼まれるなど大いに活躍、筑前勤皇党の名を知らしめた。しかし、中村は同志にすら敬遠されるほどの過激な勤皇論者であり、不遜の罪を受けて投獄されるほどであった。この彼の行動が悲劇を呼ぶ原因の一つとなる。
長溥にしてみれば、勤皇党は自分の言うことを聞かず勝手をしているように見えて、いい気分はしなかったが、自分自身「勤皇」の点では意見が同じなのでそのままにしておいた。ところがこれが誤解を受けることになる。

### 事件発生
四境戦争を前に長溥は、幕府から「福岡藩は長州藩（の過激派）を庇う気なのか」と叱責を食らうことになる。彼はまったくその気はなく、自身の開明論の立場から、幕府と長州が無用な戦争をせずにすむよう取りはからったつもりであった。しかしその思いは裏目に出た。長溥は幕府に対し、自らの意思を行動で告げなければならなくなった。
筑前勤王党は、藩財用方の牧市内を加藤司書の提言を妨害しているとして暗殺し、博多の豪商・原宗右衛門を襲い、武士ではない商人の首を黒門外に晒すなど、相次いで凶悪な暗殺事件を起こす。そして中村が起こした脱獄事件が起こり、さらには加藤が犬鳴谷に藩主の逃げ城として犬鳴御別館を建設していたが、佐幕派はこれを「加藤司書は長溥を御別館に幽閉し、長知を擁立して実権を握ろうとしている」として藩主に報告した。これに対し加藤が、大老の黒田溥整と連名で「人心一和を名分に佐幕的立場を改めて欲しい」という内容の建白書を提出したことで、長溥は激怒した。追い詰められた勤王党は、司書と月形で内部対立をしたあげく同志討ちに走り、長州周旋の功労者喜多岡勇平を暗殺した。そこへ幕府の長州再征が発令されたため、勤皇派の長州周旋の功績は完全に否定され、佐幕派の復権により藩論は幕府恭順となり、勤皇派弾圧の運びとなる。これがきっかけで1865年、藩士ならびに関係者140名以上が逮捕され、加藤・建部以下7名が切腹、月形・海津以下14名が枡木屋（ますごや）の獄（現在の福岡市中央区唐人町にあった）で斬首（うち1名は脱獄するものの力尽き、那珂川から箱崎松原（同市東区箱崎松原）に漂着した遺体を斬られた）、野村望東尼以下15名が流罪という弾圧が実施された。

## 事件の結果
これにより、福岡藩は幕末の政権交代において大きく出遅れ、佐幕派の家老たちも切腹させられ、戊辰戦争の際に兵を率いる人材が全くおらず、博徒や喧嘩好き、戦争好きばかり集まる有様となった。福岡藩兵は、大砲の音を聞けば逃げ回り、略奪ばかりする質の悪さを露呈し、旧幕府軍から笑われ、東北諸藩民の怒りを買い、官軍すら扱いかね、いつも最前線に回されることになった。
そもそも福岡藩では、薩摩や長州、佐賀などのような軍備の近代化が出来ていなかった。ペリー来航を受けて蘭学振興や洋式兵法を説く藩主長溥を、加藤司書は「殿様は愚昧だから」と切り捨て、蘭学を無視して国学に傾倒し、尊皇攘夷を唱え、月形深蔵・洗蔵ら筑前勤王党、39派もあった砲術師範も結束して洋式兵法の導入を阻止していた。薩摩・長州が実際に外国と戦い、留学生を送り、近代兵器を導入し軍備を調えた上での攘夷であったのに対し、福岡の尊皇攘夷派は、代表的な扇動者であった福岡藩士平野国臣やその同志で久留米藩の真木和泉にしても洋学や欧米のことには無知で極端な尚古主義者であり、観念的攘夷論者であった。福岡藩や、その支藩である秋月藩も、藩全体が変革を嫌い伝統的古法に固執した守旧的な士風であり、新時代を率いる人材がいなかったのである。
戊辰戦争後も戦費負担で巨額の負債を負い、太政官札の贋造を告発されて知藩事は罷免され、福岡藩は国内有数の大藩でありながら廃藩置県を待たずして事実上の廃藩となった。贋造に関わった関係者も死罪などの処分を受けた。
ちなみに、隣の佐賀藩では福岡藩同様、薩長の討幕運動に距離を置いていて新政府に疑いをかけられていたが、最新式の軍備を調えていて戊辰戦争で大いに戦功を挙げ、多数の人材を新政府に送り込み、後発でありながら薩長土肥と称される一角となっている。同じように長崎警備で最新の西洋文化に触れる大藩で開明的な藩主を戴きながら、戊辰戦争で時代錯誤な軍装で醜態を晒した福岡藩とは対照的な結果になった。
維新に乗り遅れた福岡藩からは早川勇を除いて新政府に登用される人材もなかったが、長溥は維新後に藩士の子弟の留学を支援し、そこから金子堅太郎、團琢磨を輩出した。また福岡藩士の系統は頭山満の玄洋社設立に現れてくる。

## 主な受刑者

### 切腹
- 加藤司書
- 斉藤五六郎
- 建部武彦
- 衣非茂記
- 尾崎惣左衛門
- 万代十兵衛
- 森安平

### 斬首
- 月形洗蔵
- 海津幸一
- 鷹取養巴
- 森勤作
- 江上栄之進
- 伊藤清兵衛
- 安田喜八郎
- 今中祐十郎
- 今中作兵衛
- 中村哲蔵
- 瀬口三兵衛
- 佐座謙三郎
- 大神壱岐
- 伊丹信一郎
- 筑紫衛

### 流刑
- 野村望東尼
- 野村助作